# Ceramonema yunfengi
Ceramonema yunfengi is een rondwormensoort uit de familie van de Ceramonematidae. De wetenschappelijke naam van de soort is voor het eerst geldig gepubliceerd in 1982 door Platt & Zhang.